# Jordi Elias i Campins
Jordi Elias i Campins (Barcelona, 1912 — Barcelona, 1972) va ser un escriptor català, especialitzat en circ.
S'havia incorporat a diversos circs ambulants per a documentar-se. Va publicar la revista Circo (1956-62) i obres de temàtica diversa: Gaudí, assaig biogràfic (1961), premiada i publicada per l'Ajuntament de Reus l'any 1952 amb motiu del centenari del seu naixement, Diálogos en el circo (1962), Deu anys de circ (1964), Historietes ximples (1965), Viatge per la costa catalana (1966) i Pobles, viles i ciutats: Altafulla, Balaguer, Malgrat, Tàrrega (1966).
Va ser un cronista i divulgador minuciós, tant a 'Hoja del lunes' i 'El Mundo Deportivo' com en la seva revista mensual 'Circo', publicada entre 1956 i 1962.